# نهر جونستون

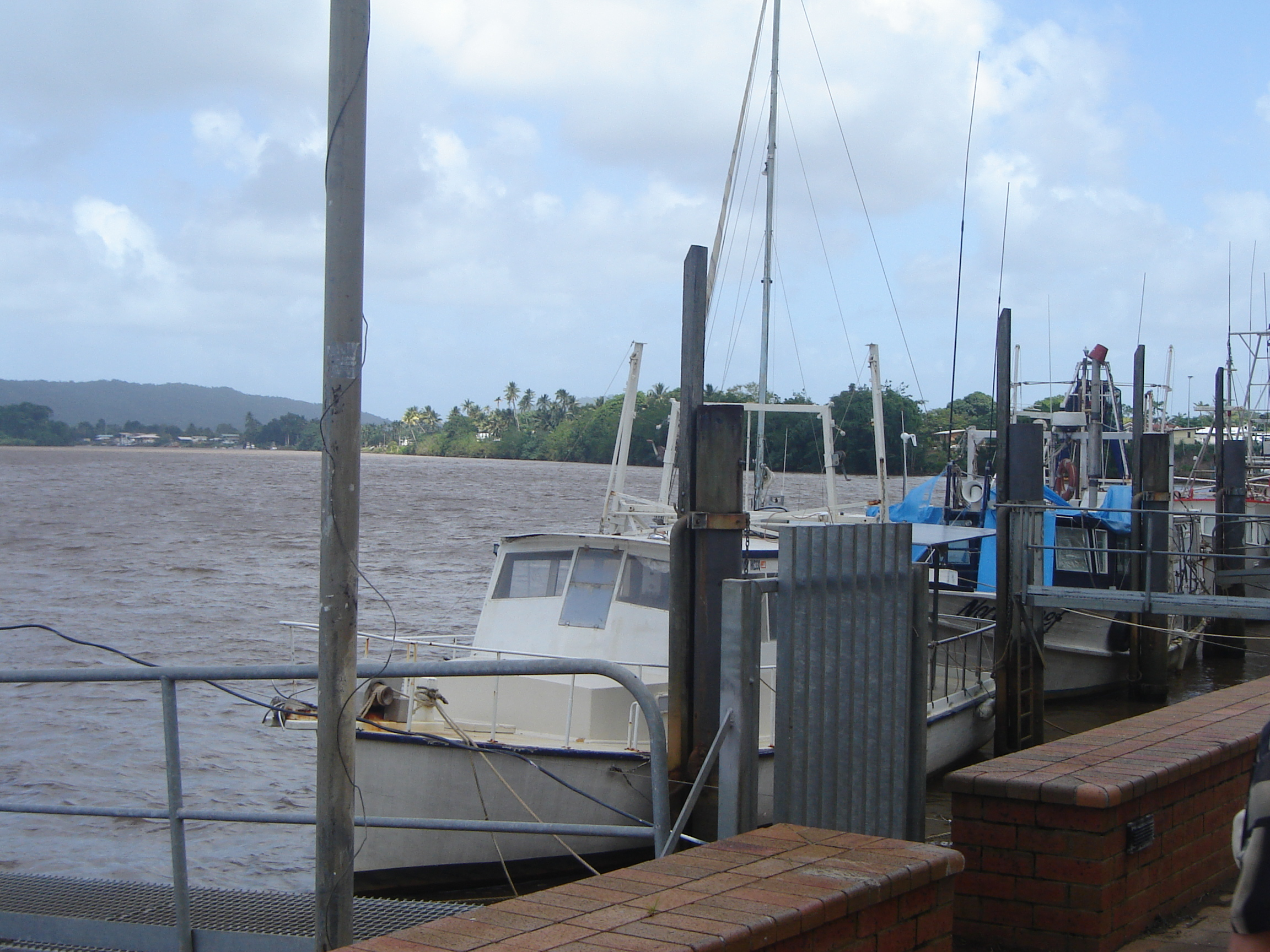
نهر جونستون
نهر جونستون بالإنجليزية (نهر جونستون): هو نهر في شمال كوينزلاند بأستراليا, النهر له فرعان رئيسيان هما: نهر جونستون الشمالي ونهر جونستون الجنوبي, مساحة حوض النهر 2325 كم2, مدينة إينيسفيل أعظم مستوطنة بُنيت على ضفاف النهر السفلى حيث الفرعان يتفرقان, مدن أخى موجودة على حوض النهر مثل ميلاميلا Millaa Millaa ومالاندا Malanda, لم تقم على النهر سدود أو خزانات, تستغل مياه النهر لتزويد المدينة ولصناعة الألبان وزراعة قصب السكر, المنطقة اكتشفت من الأوروبيين لآول مرة عام 1872.
مترجم من Johnstone River